# Швейцария на летних Олимпийских играх 2008
Швейцария принимала участие в Летних Олимпийских играх 2008 года в Пекине (Китай) в двадцать пятый раз за свою историю, и завоевала две золотые, одну серебряную и четыре бронзовые медали. Сборная страны состояла из 83 спортсменов (47 мужчин, 36 женщин).

## Медалисты
| Медаль  | Спортсмен                                                     | Вид спорта   | Дисциплина                   |
| ------- | ------------------------------------------------------------- | ------------ | ---------------------------- |
| Золото  | Фабиан Канчеллара                                             | Велоспорт    | Мужчины, раздельная гонка    |
| Золото  | Роджер Федерер Станислас Вавринка                             | Теннис       | Мужчины, парный разряд       |
| Серебро | Фабиан Канчеллара                                             | Велоспорт    | Мужчины, групповая гонка     |
| Бронза  | Карин Тюриг                                                   | Велоспорт    | Женщины, групповая гонка     |
| Бронза  | Нино Шуртер                                                   | Велоспорт    | Мужчины, маунтинбайк         |
| Бронза  | Сергей Ашванден                                               | Дзюдо        | Мужчины, до 90 кг            |
| Бронза  | Кристина Либхерр Пиус Швайцер Никлаус Шуртенбергер Стив Герда | Конный спорт | Конкур, командное первенство |

## Результаты соревнований

### Академическая гребля
В следующий раунд из каждого заезда проходили несколько лучших экипажей (в зависимости от дисциплины). В финал A выходили 6 сильнейших экипажей, остальные разыгрывали места в утешительных финалах B-F.
Мужчины
| Соревнование | Спортсмены      | Предварительный заезд | Предварительный заезд | Предварительный заезд | Отборочный заезд | Отборочный заезд | Отборочный заезд | Четвертьфинал | Четвертьфинал | Четвертьфинал | Полуфинал     | Полуфинал     | Полуфинал     | Финал   | Финал   | Итоговое место |
| Соревнование | Спортсмены      | Заезд                 | Время                 | Место                 | Заезд            | Время            | Место            | Заезд         | Время         | Место         | Заезд         | Время         | Место         | Время   | Место   | Итоговое место |
| ------------ | --------------- | --------------------- | --------------------- | --------------------- | ---------------- | ---------------- | ---------------- | ------------- | ------------- | ------------- | ------------- | ------------- | ------------- | ------- | ------- | -------------- |
| одиночки     | Андре Вонарбург | 1                     | 7:26,21               | 2 Q                   | Не проводится    | Не проводится    | Не проводится    | 1             | 7:02,29       | 3 Q           | Полуфинал A/B | Полуфинал A/B | Полуфинал A/B | Финал B | Финал B | 9              |
| одиночки     | Андре Вонарбург | 1                     | 7:26,21               | 2 Q                   | Не проводится    | Не проводится    | Не проводится    | 1             | 7:02,29       | 3 Q           | 1             | 7:14,64       | 5             | 7:13,07 | 3       | 9              |

### Фехтование
Женщины
| Соревнование         | Спортсмены      | 1/16 финала                   | 1/8 финала           | Четвертьфиналы        | Полуфиналы            | Финал матч за 3-е место | Место |
| Соревнование         | Спортсмены      | Соперник Результат            | Соперник Результат   | Соперник Результат    | Соперник Результат    | Соперник Результат      | Место |
| -------------------- | --------------- | ----------------------------- | -------------------- | --------------------- | --------------------- | ----------------------- | ----- |
| Индивидуальная шпага | Софи Ламон (13) | VENМария Мартинес (20) В 15:9 | CHNЛи На (4) П 10:15 | Завершила выступление | Завершила выступление | Завершила выступление   | 13    |